# سیگنال واو!
سیگنال واو! (به انگلیسی: Wow! signal) یک سیگنال موج کوتاه است که توسط «جری آر. اِهمَن» در ۱۵ اوت ۱۹۷۷، زمانی که در حال کار بر روی پروژه جستجوی هوش فرازمینی (به انگلیسی: SETI) در رصدخانه رادیویی دانشگاه اوهایو (معروف به «گوش بزرگ» (به انگلیسی: Big Ear)) در دانشگاه ایالتی اوهایو بود، کشف شد. طول کامل دریافت این سیگنال ۷۲ ثانیه بود و دیگر هیچگاه تکرار نشد. این سیگنال توانست توجه زیادی را در رسانه‌ها بر روی خود جلب کند.
به جز «سیگنال واو»، جستجو برای هوش فرازمینی تاکنون نتایج قابل توجهی به همراه نداشته‌است.
در ژوئن ۲۰۱۷، دانشمندی پیشنهاد داد که منبع این سیگنال، عبور دو دنباله‌دار از نزدیکی زمین بوده‌است اما این تئوری با انتقادهای زیادی مواجه شده‌است.
سیگنال Wow، این عکس اسرارآمیزترین سیگنالی است که به زمین رسیده و ممکن است منشأ آن تمدنی بیگانه باشد
در ۱۵ اوت ۱۹۷۷، یک ستاره‌شناس در دانشگاه ایالتی اوهایو، در حال گوش دادن به کهکشان با تلسکوپ رادیویی قدرتمند Big Ear، بود و پژواک متفاوت که منبع آن در صورت فلکی قوس بود را شنید و آن را پرینت کرد، به جای ۱ و ۲های معمولی، با جریانی از حروف و اعداد رو به رو شد و دور "6EQUJ5" خط کشید.
هنگامی که جری اِهمن متوجه سیگنال بسیار ساختار یافته و به ظاهر عمدی در پرینت کامپیوتری داده‌های رادیویی شد، کلمه ای را یادداشت کرد: 'واو یا عجب!'
سیگنال عجب! به نظر می‌رسید که ممکن است از یک تمدن فرازمینی سرچشمه گرفته باشد. به هر حال، سیگنال دو دقیقه و نیم ادامه یافت و ۳۰ برابر بلندتر از صدای پس زمینه فضا بود
اما دانشمندان هرگز نتوانستند برای بار دوم سیگنال را دریافت کنند. به دلیل نداشتن اطلاعات کافی، آنها تصور کردند که سیگنال فقط نویز تصادفی از یک ستاره دنباله دار یا منبع طبیعی دیگر است

سیگنال Wow! مسلماً قانع‌کننده‌ترین سیگنال جستجوی جهانی برای هوش فرازمینی که تاکنون یافت شده‌است. 

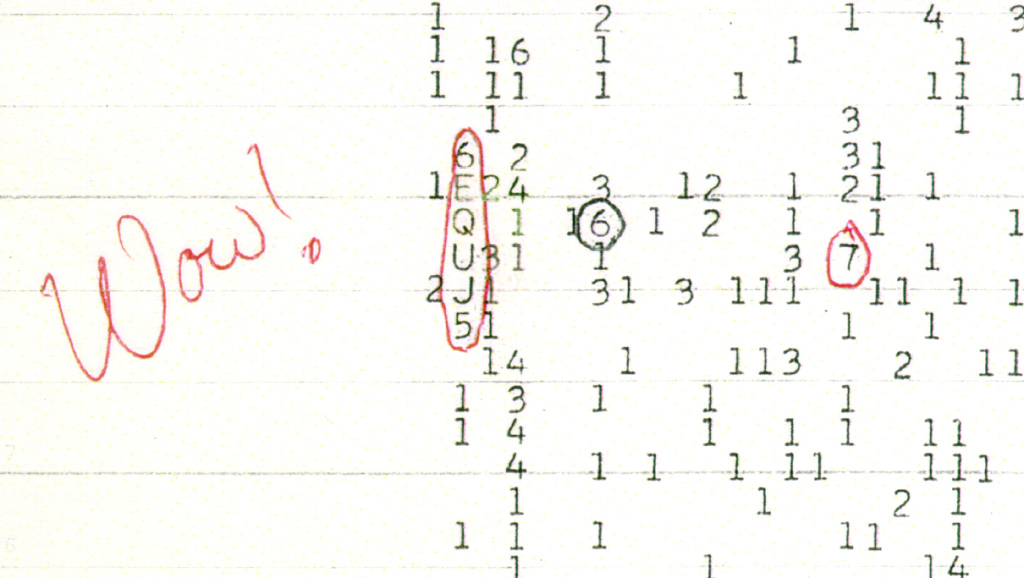

## نام‌گذاری
اهمن در حالی که از این ترتیب موجود در سیگنال‌ها متعجب شده بود بر روی فایل پرینت شده کامپیوتری، دور سیگنال‌ها را خط کشیده و در کنار آن تعجب خود را با نوشتن واژه «wow» نشان داد. این توضیح کوتاه از این پس به عنوان نام این سیگنال انتخاب شد.

اهمن پس از این رخداد گفت:
... شگفت‌انگیزترین چیزی بود که تاکنون دیده بودم… اول فکر کردم که این سیگنال مربوط به منابع زمینی است که از یک جسم سرگردان فضایی بازتاب شده‌است اما زمانی که مطالعاتم را افزایش دادم، امکان وقوع چنین اتفاقی رد شد.

## جزئیات
مد خط هیدروژن به عنوان فراوان‌ترین عنصر در جهان در حدود هزار و ۴۲۰ مگاهرتز است؛ بنابراین، ممکن است فرازمینی‌ها از این بسامد برای ارسال یک سیگنال پر قدرت استفاده کرده باشند.
یکی دیگر از ویژگی‌های عجیب سیگنال 'وای!' وضوح آن است. بیشتر منابع طبیعی امواج رادیویی، مانند ستاره‌ها و کهکشان‌ها، طیف وسیعی از فرکانس‌ها را ساطع می‌کنند. اما 'وای!'بسیار باریک بود، که نشان می‌دهد توسط یک فرستنده غیرطبیعی و ساخت بیگانه تولید شده‌است.
اگرچه سیگنال واو! هیچ مدولاسیون قابل تشخیصی نداشت «تکنیکی که برای انتقال اطلاعات از طریق امواج رادیویی استفاده می‌شود» همچنان قوی‌ترین کاندید برای انتقال رادیویی فرازمینی است که تاکنون شناسایی شده‌است.

## روش‌های جستجوی جهانی برای هوش فرازمینی
روش‌های جستجوی جهانی برای هوش فرازمینی، برای یافتن نشانه‌های حیات گوش دادن به سیگنال‌های رادیویی، جستجوی لیزر یا دیگر شواهد بصری موجودات فضایی از زمانی که تلاش‌ها در دهه ۱۹۶۰ آغاز شد، بسیار تکامل یافته‌است. استانداردهای این رشته برای آنچه که ممکن است به عنوان شواهد بیگانگان واجد شرایط باشد نیز تغییر کرده‌است.
با استفاده از تلسکوپ‌های رادیویی بزرگ، ستاره شناسان بر روی یک تکه کوچک از آسمان تمرکز می‌کنند و به ضعیف‌ترین نشانه انتقال غیرعادی که از فرکانس ۱۴۲۰ مگاهرتز می‌رسد گوش می‌دهند. پس از چند دقیقه گوش دادن، تلسکوپ به قسمت کوچک بعدی آسمان و غیره و غیره می‌رود. و این دقیقاً همان کاری است که جری اِهمن و دیگر داوطلبان با تلسکوپ گوش بزرگ در ایالت اوهایو تابستان ۱۹۷۷ انجام می‌دادند. آن‌ها به تکه‌ای از آسمان نزدیک صورت فلکی قوس گوش می‌دادند و قدرت سیگنال شناسایی شده در آن را اندازه‌گیری می‌کردند.
'وای!' یکی از وسوسه انگیزترین اسرار در جستجوی هوش فرازمینی است. در حالی که بسیاری از ستاره شناسان و علاقه مندان بر این باورند که این یک پیام واقعی از یک تمدن بیگانه بود، دیگران همچنان در این مورد تردید دارند. حقیقت ممکن است هرگز شناخته نشود، اما 'وای!' همچنان به الهام بخشیدن و شیفتگی کسانی که به ستاره‌ها نگاه می‌کنند و تعجب می‌کنند که آیا ما واقعاً در جهان تنها هستیم، ادامه می‌دهد.
دانشمندان SETI تصمیم گرفتند روی زمین بمانند و گوش به آسمان داشته باشند. آنها می‌گوید اگر حیات هوشمند در خارج زمین وجود داشته باشد، باید درک درستی از امواج رادیویی و طیف الکترومغناطیسی داشته باشند.
مانند ما، گونه‌های بیگانه احتمالاً منابع انرژی نامحدودی برای سفر در سراسر جهان به دنبال دوستان ندارند. کارآمدترین راه برای گفتن «سلام، کیهان». ما اینجا هستیم! ارسال یک پیام رادیویی است.
دانشمندان سال‌ها این کار را ادامه دادند و همیشه همان ۱ و ۲ تابش پس‌زمینه معمولی را دریافت می‌کردند تا اینکه در ۱۵ اوت، گوش بزرگ سیگنال شگفت‌انگیزی را دریافت کرد که تا اکنون مورد بحث قرار دارد
ما یک گونه پر سروصدا هستیم و چندین دهه است که حضور خود را در کیهان تبلیغ می‌کنیم و انواع پیغام‌ها در اشکال مختلف را به فضا ارسال کرده‌ایم که ممکن است توجه تمدن‌های پیشرفته را به خود جلب کنیم و این ریسک زیادی را در پی خواهد داشت، اگر تمدنی متخاصم سیگنال‌های ما را دریافت کند، می‌توانند آن را مانند فانوس دنبال کرده و به زمین برسند…
از آنجایی که آسمان بسیار بزرگ است، دو رویکرد اساسی برای جستجوی SETI وجود دارد:
1. جستجوی میدان گسترده، در این روش، تکه‌های بزرگ آسمان را یکی یکی برای سیگنال‌ها بررسی می‌کنید. جستجوی میدان گسترده به شما امکان می‌دهد در مدت زمان کوتاهی کل آسمان را با وضوح پایین جستجو کنید. با این حال، اگر سیگنالی شناسایی شود، تعیین منبع دقیق بدون جستجوی بعدی با وضوح بالا دشوار خواهد بود.
2. جستجوی هدفمند، در این روش، شما تحقیقات فشرده‌ای را روی تعداد محدودی (۱۰۰۰ تا ۲۰۰۰) ستاره‌های خورشیدی را برای سیگنال‌های ET انجام می‌دهید. جستجوی هدفمند امکان بررسی دقیق‌تر مناطق کوچکی را فراهم می‌کند که فکر می‌کنیم ممکن است مکان‌های احتمالی ET باشند، مانند ستارگان با سیارات و شرایط مساعد برای زندگی همان‌طور که می‌شناسیم. با این حال، این رویکرد بخش‌های بزرگی از آسمان را نادیده می‌گیرد و اگر حدس و گمان اشتباه باشد، ممکن است چیزی حاصل نشود.

اگر سیگنالی شناسایی شود، یک سری مراحل برای تأیید فرازمینی بودن سیگنال وجود دارد:
- تلسکوپ رادیویی از هدف خارج می‌شود (خارج از محور) سیگنال باید از بین برود و زمانی که تلسکوپ به سمت هدف برگشته است، باید برگردد. این تأیید می‌کند که سیگنال از میدان دید تلسکوپ می‌آید.
- منابع شناخته شده زمین یا نزدیک به زمین، مانند ماهواره‌ها، باید به عنوان مبدع سیگنال رد شوند.
- منابع طبیعی شناخته شده فرازمینی، مانند تپ اخترها و اختروش‌ها، باید رد شوند.
- سیگنال باید توسط تلسکوپ رادیویی دیگری، ترجیحاً در یک قاره دیگر تأیید شود.
- هنگامی که یک سیگنال تأیید شد، مراحل بسیار خاصی وجود دارد که باید در انتشار این اطلاعات دنبال شود و بدون هماهنگی با مقامات بین‌المللی پاسخی به سیگنال ارسال نمی‌شود.

### احتمالات ممکن
نزدیکترین ستاره به محل مشاهده سیگنال، ۲۲۰ سال نوری از زمین فاصله دارد. اگر از چنین فاصله‌ای قرار باشد با رادیو تلسکوپ بزرگی مانند رصدخانه آرسیبو سیگنالی مشابه فرستاده شود تا با مشخصات مورد نظر دریافت شود، این فرستنده به توانی پیرامون ۲٫۲ گیگا وات نیاز دارد. احتمال دیگری که برای توضیح این پدیده پیشنهاد می‌شود، همگرایی گرانشی پرتوهای رادیویی از یک منبع ضعیف، در هنگام گذر از کنار یک ستاره است. بیش از ۱۰۰ رصد پیاپی، پس از مشاهده سیگنال، دریافتن نمونه مشابه آن در همان منطقه ناموفق بوده‌اند. البته این شگفت‌انگیز نیست. چرا که رادیو تلسکوپ گوش بزرگ، در یک لحظه، تنها یک میلیونیم آسمان را پوشش می‌دهد و اگر فرض شود که آنتن فرستنده سیگنال، در یک لحظه، یک میلیونیوم آسمان را پوشش می‌داده، آنگاه احتمال هم خط شدن دو رادیو تلسکوپ ۱ در تریلیون خواهد شد!. با این حساب ممکن است هزاران سیگنال متناوب و مشابه روزانه به زمین برسند.
در ژوئن ۲۰۱۷ دانشمندی از کالج سن پترزبورگ ایالت فلوریدا به نام آنتونیو پاریس مدعی شد که منبع این سیگنال، یک ابر هیدروژنی (ابر میان‌ستاره‌ای) بوده که بر اثر عبور دو دنباله‌دار 266P/Christensen و 335P/Gibbs از نزدیکی زمین در ۱۵ اوت ۱۹۷۷ پدید آمده‌است. در آن زمان کسی حتی از وجود این دو دنباله‌دار آگاه نبود. برای اثبات این موضوع، در هنگام عبور دوباره این دو دنباله‌دار از نزدیکی زمین، او رصدخانه‌های رادیویی را به سوی آنها نشانه رفت و نتایجی کاملاً یکسان دریافت کرد. با این حال، این تئوری مورد انتقادهای فراوانی از جمله از سوی اعضای تیم تحقیقاتی گوش بزرگ اصلی قرار گرفته‌است؛ زیرا تحلیلی با جزئیات بیشتر نشان می‌دهد که دنباله‌دارهای مذکور در زمان درست در دامنه شعاع نبوده‌اند.